# Fernand St. Germain

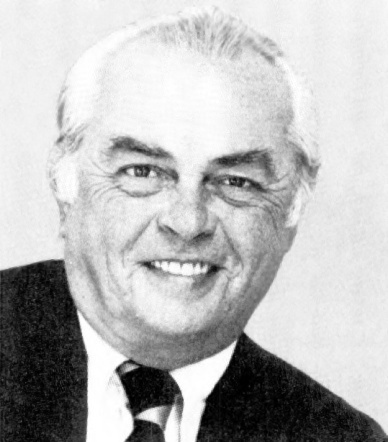
Fernand St. Germain (1987)

Fernand Joseph St. Germain (* 9. Januar 1928 in Blackstone, Worcester County, Massachusetts; † 16. August 2014 in Newport, Rhode Island) war ein US-amerikanischer Politiker. Zwischen 1961 und 1989 vertrat er den ersten Wahlbezirk des Bundesstaates Rhode Island im US-Repräsentantenhaus.

## Werdegang
Fernand St. Germain besuchte die öffentlichen Schulen in Woonsocket (Rhode Island). Nach der High School (1945) und dem Providence College (1948) studierte er bis 1955 an der Boston University Jura. Zwischenzeitlich war er von 1949 bis 1952 Soldat der US Army. Nach seiner 1956 erfolgten Zulassung als Rechtsanwalt begann er in Rhode Island in diesem Beruf zu praktizieren.
St. Germain wurde Mitglied der Demokratischen Partei. Zwischen 1952 und 1961 war er Abgeordneter im Repräsentantenhaus von Rhode Island. 1960 wurde er im ersten Distrikt von Rhode Island in das US-Repräsentantenhaus in Washington gewählt, wo er am 3. Januar 1961 die Nachfolge von Aime Forand antrat. Er wurde bei den 13 folgenden Wahlen jeweils in seinem Amt bestätigt, sodass er bis zum 3. Januar 1989 insgesamt 14 Legislaturperioden im Kongress absolvieren konnte. Zwischen 1981 und 1989 war er Vorsitzender des Banken- und Finanzausschusses (Committee on Banking, Finance and Urban affairs). In dieser Eigenschaft war er wesentlich an der Abschaffung einiger Sicherheitsbestimmungen bei den Spareinlagen und der Vergabe von Krediten beteiligt. Der Wegfall dieser Bestimmungen war einer der Gründe für spätere Finanzkrisen.
Bei den Wahlen des Jahres 1988 unterlag St. Germain dem Republikaner Ronald Machtley. Danach zog er sich aus der Politik zurück. Zuletzt lebte Fernand St. Germain in Woonsocket im Ruhestand.